# Fakjů pane učiteli 3
Fakjů pane učiteli 3 je německá komedie z roku 2017 režiséra Bory Dagtekina. Jedná se o druhé pokračování filmu Fakjů pane učiteli. V hlavních rolích hrají Elyas M’Barek a Jella Haase.
Film byl v německých kinech uveden 26. října 2017, v českých kinech 12. dubna 2018.

## Obsazení
| Elyas M’Barek       | Zeki Müller                 |
| Jella Haase         | Chantal Ackermannová        |
| Sandra Hüller       | Biggi Enzbergerová          |
| Katja Riemann       | ředitelka Gudrun Gersterová |
| Max von der Groeben | Daniel „Danger“ Becker      |
| Gizem Emre          | Zeynep                      |
| Aram Arami          | Burak                       |
| Lucas Reiber        | Etienne (Ploppi)            |
| Anna Lena Klenke    | Laura Schnabelstedtová      |
| Runa Greiner        | Meike                       |
| Lea van Acken       | Amrei Keiserová             |
| Uschi Glasová       | Ingrid Leimbach-Knorrová    |
| Jana Pallaske       | Charlie                     |
| Farid Bang          | Paco                        |
| Michael Maertens    | Eckhart Badebrecht          |
| Bernd Stegemann     | pan Gundlach                |
| Corinna Harfouch    | Kerstin                     |
| Irm Hermann         | Ploppiho babička            |
| Julia Dietze        | Angelika Wiechertová        |
| Anton Petzold       | Justin                      |
| Tristan Göbel       | Schütte                     |
| Rafael Koussouris   | Hasko                       |
| Pamela Knaack       | Jackie Ackermannová         |

## Výroba

### Vývoj
V lednu 2017 Elyas M’Barek na akci pořádané produkční společností Constantin Film oznámil, že 26. října 2017 se plánuje uvedení pokračování filmů Fakjů pane učiteli (2013) a Fakjů pane učiteli 2 (2015). V tiskové zprávě společnosti Constantin Film bylo oficiálně oznámeno, že se ve filmu Fakjů pane učiteli 3 objeví Elyas M’Barek, Karoline Herfurth, Jella Haase, Max von der Groeben, Katja Riemann a Uschi Glasová, kteří si zopakují své role z prvních dílů. Režisér Bora Dagtekin řekl: „Tajemstvím úspěchu Fakjů pane učiteli jsou jeho postavy, a proto jsem rád, že se vrací celé skvělé obsazení. Intenzivně jsme pracovali na scénáři, aby trilogie skončila tak, jak začala: s velkou dávkou srdce, politicky nekorektní zábavou a jazykovým nadhledem na školní dny.“ Koncem dubna 2017 však Karoline Herfurth oznámila, že ve filmu Fakjů pane učiteli 3 nebude moci hrát. Jako důvod uvedla, že „připravuje svůj další režijní projekt.“ Jako náhrada za Karoline Herfruth byla oznámena Sandra Hüller, která hrála podobnou roli.

### Natáčení
Natáčení začalo v březnu 2017. Natáčení probíhalo v Mnichově a Kirchheimu u Mnichova. Jako kulisy Goethovy všeobecné školy sloužilo Lise-Meitner-Gymnasium v Unterhachingu. Natáčení bylo ukončeno na konci července 2017.